# Рамна (дем Кукуш)
Вижте пояснителната страница за други значения на Рамна.
Рамна (на гръцки: Μονολίθι, Монолити, на катаревуса: Μονολίθιον, Монолитион, до 1926 Ράμνα, Рамна) е село в Егейска Македония, Гърция, дем Кукуш (Килкис) на административна област Централна Македония. Рамна има население от 60 души (2001).

## География
Селото е разположено в планината Круша (Крусия или Дисоро).

## История

### В Османската империя
През XIX век Рамна е село в казата Аврет Хисар (Кукуш) на Османската империя. Според статистиката на Васил Кънчов („Македония. Етнография и статистика“) в 1900 година селото има 100 жители българи християни и 106 турци.
При избухването на Балканската война в 1912 година двама души от Рамна са доброволци в Македоно-одринското опълчение.

### В Гърция
След Междусъюзническата война селото попада в Гърция. Населението му се изселва в България и на негово място са настанени гърци бежанци. В 1926 година името на селото е променено на Монолити. В 1928 година селото е изцяло бежанско с 47 семейства и 165 жители бежанци.

## Личности
Родени в Рамна
- Запрян (Запрю) Николов (1892 – ?), македоно-одрински опълченец, 1 рота на 13 кукушка дружина, носител на орден „За храброст“ IV степен[5]
- Спиро Киров (1892 – ?), македоно-одрински опълченец, 2 рота на 13 кукушка дружина[6]